# أفونسو الثالث ملك البرتغال
أفونسو الثالث (بالبرتغالية: Afonso III de Portugal‏)؛ (5 مايو 1210 في كويمبرا - 16 فبراير 1279)؛ كان ملك البرتغال وأصبح أول من يستخدم لقب ملك البرتغال والغرب منذ 1249 هو الابن الثاني للملك أفونسو الثاني من البرتغال وزوجته أوراكا من قشتالة ، أصبح شقيقه الأكبر سانشو الثاني ملكاً، والذي أقيل من العرش يوم 4 يناير 1248.

## سنوات حياته قبل الحكم
وهو الابن الثاني لـ ملك أفونسو الثاني من البرتغال ، لم يكن من المتوقع أن يرث العرش، والذي كان مقدراً أن يذهب إلى شقيقه الأكبر سانشو، عاش أفونسو معظمهم حياته في فرنسا حيث تزوج ماتيلدا الثانية، وريثة بولوني ، وفي 1238 أصبح ذلك كونت بولوني.

## سنوات حكمه
عام 1246 أصبحت الصراعات بين أخيه الملك والكنيسة لا تطاق، البابا إنوسنت الرابع أمر بإزالة سانشو الثاني من على العرش والأستعاضة عنه كونت بولوني أفونسو، وبطبيعة الحال لم يرفض قرار البابوي وسار إلى البرتغال، سانشو لم يكن له شعبية ولكن كان مهتماً كثيراً باحتلال الجنوب وطرد الموحدون؛ استطاع أفونسو انتزاع منه العرش وبذلك هرب سانشو إلى المنفى في قشتالة 1248 حيث كان عاش في طليطلة حتى توفي فيها، وبعد وفاة شقيقه تويج ملكاً في نهاية المطاف، لأنه لم يكن له أبناء.
من أجل اعتلاء العرش تنازل عن حقوقه في كونتية بولوني في 1248 بحيث لم يكن له ابن من زوجته.
وفي 1253 طلق ماتيلدا الثانية من أجل الزواج من بياتريس من قشتالة الابنة الغير الشرعية لألفونسو العاشر ملك قشتالة.
كان مصمم على عدم ارتكاب نفس الأخطاء التي وقع فيها شقيقه، بحيث دفع أفونسو الثالث اهتماماً خاصاً للطبقة الوسطى التي تتألف من التجار وأصحاب الأراضي الصغيرة، وفي 1254 عُقد في مدينة ليريا أول الدورة للكورتيس الجمعية العمومية التي تتألف من طبقة النبلاء والطبقة الوسطى وممثلي جميع البلديات، وأشار أيضا إلى أن هذه قوانين كانت تهدف إلى كبح جماح الطبقات العليا من إساءة القسم الأكثر حرمانا من السكان، كمسؤول بارز أسس أفونسو الثالث العديد من بلدات ومنح لقب المدينة إلى العديد منها، ونظم الإدارة العامة.
وأظهر أفونسو رؤية غير عادية للوقت التدابير التدريجية التي اتخذت خلال الملوكية له ما يلي: ممثلي مجلس العموم، إلى جانب طبقة النبلاء ورجال الدين، وشاركت في الحكم؛ نهاية اعتقالات وقائية مثل من الآن فصاعدا أصبحت الاعتقالات التي ستقدم للقاضي لتحديد مقياس الاحتجاز؛ والمالية الابتكار وأيضا التفاوض الضرائب غير عادية مع الطبقات التجارية والضرائب المباشرة من الكنيسة، بدلا من الحط من العملة. قد أدت هذه إلى حرمانه من قبل الكرسي الرسولي وربما عجلت وفاته، وابنه دينيس ارتفاع سابق لأوانه إلى العرش في 18 عاما فقط.
تأمين العرش شرع أفونسو الثالث لخوض حربا ضد ما تبقى من مدن المسلمين في الغرب (البرتغال) والتي أصبحت لاحقاً جزءاً من المملكة في أعقاب فتح فارو .
وبعد نجاحه ضد المسلمين، كان على أفونسو الثالث التعامل مع الوضع السياسي الناشئ على الحدود مع قشتالة، بحيث اعتبر المملكة المجاورة أن الأراضي المكتسبة حديثاً في الغرب ينبغي أن يكون القشتالية لا البرتغالية، مما أدى إلى سلسلة من الحروب بين المملكتين، وأخيراً عام 1267 تم التوقيع على المعاهدة في بطليوس ، إذ قُرر أن الحدود الجنوبية بين قشتالة والبرتغال يجب أن يكون عند نهر جواديانا، وهي مستمرة على الوضع حتى يومنا هذا.